# Fritz Gleim
Georg Friedrich „Fritz“ Gleim (* 21. Dezember 1920 in Bebra; † 25. Dezember 2000 in Bad Homburg vor der Höhe) war ein deutscher Leichtathlet, der sich auf den Weitsprung und den Dreisprung spezialisiert hatte.

## Sportliche Karriere
Fritz Gleim startete den größten Teil seiner Karriere für Eintracht Frankfurt. Er war 1940 in Berlin Deutscher Meister im Dreisprung mit seiner Karrierebestleistung von 14,89 Meter. Im Weitsprung wurde er bei den Deutschen Meisterschaften 1951 in Düsseldorf Zweiter. 1953 in Augsburg und 1954 in Hamburg belegte er den dritten Platz, wobei er 1954 seine Bestweite von 7,23 Meter sprang.
Fritz Gleim nahm 1940 und von 1951 bis 1954 an insgesamt sieben Länderkämpfen teil. Nach seiner aktiven Laufbahn arbeitete der promovierte Mediziner als Neuroradiologe.